# WCW Greed
Pour les articles homonymes, voir Greed.
Greed était une manifestation télédiffusée de catch visible uniquement en paiement à la séance produite par la World Championship Wrestling et était le dernier évènement de la fédération avant son rachat par la World Wrestling Federation. Il s'est déroulé le 18 mars 2001 au Jacksonville Memorial Coliseum de Jacksonville, Floride.

## Résultats
- Jason Jett def. Kwee Wee (12:17)
  - Jett a effectué le tombé sur Kwee Wee après un Crash Landing.
- Elix Skipper et Kid Romeo def. Rey Mysterio, Jr. et Billy Kidman pour devenir les premiers WCW Cruiserweight Tag Team Champions (13:46)
  - Romeo a effectué le tombé sur Mysterio après un Last Kiss.
  - C'était la finale d'un tournoi pour couronner les premiers Cruiserweight Tag Team Champions.
- Shawn Stasiak (w/Stacy Keibler) def. Bam Bam Bigelow (5:55)
  - Stasiak a effectué le tombé sur Bigelow après un Hangman's Neckbreaker.
- Team Canada (Lance Storm et Mike Awesome) def. Konnan et Hugh Morrus (11:28)
  - Awesome a effectué le tombé sur Morrus après un Awesome Bomb.
- Shane Helms def. Chavo Guerrero, Jr. pour remporter le WCW Cruiserweight Championship (13:57)
  - Helms a effectué le tombé sur Guerrero après un Vertebreaker.
- The Natural Born Thrillers (Sean O'Haire et Chuck Palumbo) def. Totally Buff (Lex Luger et Buff Bagwell) pour conserver le WCW World Tag Team Championship (0:54)
  - O'Haire a effectué le tombé sur Luger après un Jungle Kick de Palumbo.
- Ernest Miller (en) (w/Ms. Jones) def. Kanyon (10:31)
  - Miller a effectué le tombé sur Kanyon.
- Das Money (Clasher & Domino Jonathan) def. Pat Games dans un combat handicap (6: 54)

Domino Jonathan a effectué le tombé sur Pat Games après que Das Money ont effectué leur prise de finition sur Games.
- Booker T def. Rick Steiner pour remporter le WCW United States Championship (7:31)
  - Booker a effectué le tombé sur Steiner après un Book End.
- Dusty Rhodes et Dustin Rhodes def. Ric Flair et Jeff Jarrett (9:58)
  - Dustin a effectué le tombé sur Flair avec un roll-up.
- Scott Steiner (w/Midajah) def. Diamond Dallas Page dans un Falls Count Anywhere match pour conserver le WCW World Heavyweight Championship (14:14)
  - Steiner l'emportait quand Page abandonnait sur le Steiner Recliner.
  - Pendant le match, Rick Steiner interférait en faveur de Scott.